# Musée Bernard-d'Agesci
Le musée Bernard-d'Agesci est le principal musée de la ville de Niort (Deux-Sèvres). Il ouvre en 2006 dans l'ancien lycée de jeunes filles, dans un bâtiment de la fin du XIXe siècle. Il est géré par la communauté d'agglomération du Niortais et ses collections bénéficient de l'appellation « musée de France ».
Ce musée, bénéficiant d'une grande superficie (près de 5 000 m2), regroupe en un même lieu trois collections différentes : un fonds beaux-arts et arts décoratifs, l'ancien muséum d'histoire naturelle ainsi qu'un conservatoire et observatoire de l'éducation.

## Histoire du musée

### Le musée actuel
L'ancien lycée de jeunes filles Jean-Macé conçu par l'architecte municipal Georges Lasseron (1844-1932) ouvre ses portes en 1897. Ce lieu fut le premier édifice public de la ville où l'on utilisa des faïences décoratives et des terres cuites sur la façade principale en pierre de taille. Il perd ses fonctions scolaires en 1993. Deux ans plus tard, la municipalité décide de regrouper en un seul lieu des collections exposées jusqu'alors sur plusieurs sites distincts. Le musée municipal des beaux-arts et le muséum d'histoire naturelle ferment en 1996.
Un nouveau musée pluridisciplinaire est conçu et se concrétise une décennie plus tard, une fois le bâtiment restauré et modernisé, lors de l’inauguration en juin 2006. Le musée est nommé Bernard d'Agesci, peintre et sculpteur niortais du début du XIXe siècle, ancien conseiller municipal de 1816 à 1829 et créateur de la première bibliothèque publique de la ville, de l'école gratuite de dessin, du jardin botanique et transformateur de plusieurs édifices publics.

## Les collections
Dans le grand hall vitré ouvrant le parcours à travers le musée est exposée une copie de l'Apollon du Belvédère attribuée à Hubert Le Sueur. Il s'agit du seul bronze confié par l’État à la ville au XIXe siècle à avoir échappé à la mobilisation des métaux non ferreux en 1942 et n'a donc pas été envoyé à la fonte. Deux grands plâtres de Jean-Baptiste Baujault sont également présentés : Au gui l'an neuf ! et L'Éducation de Vercingétorix. 

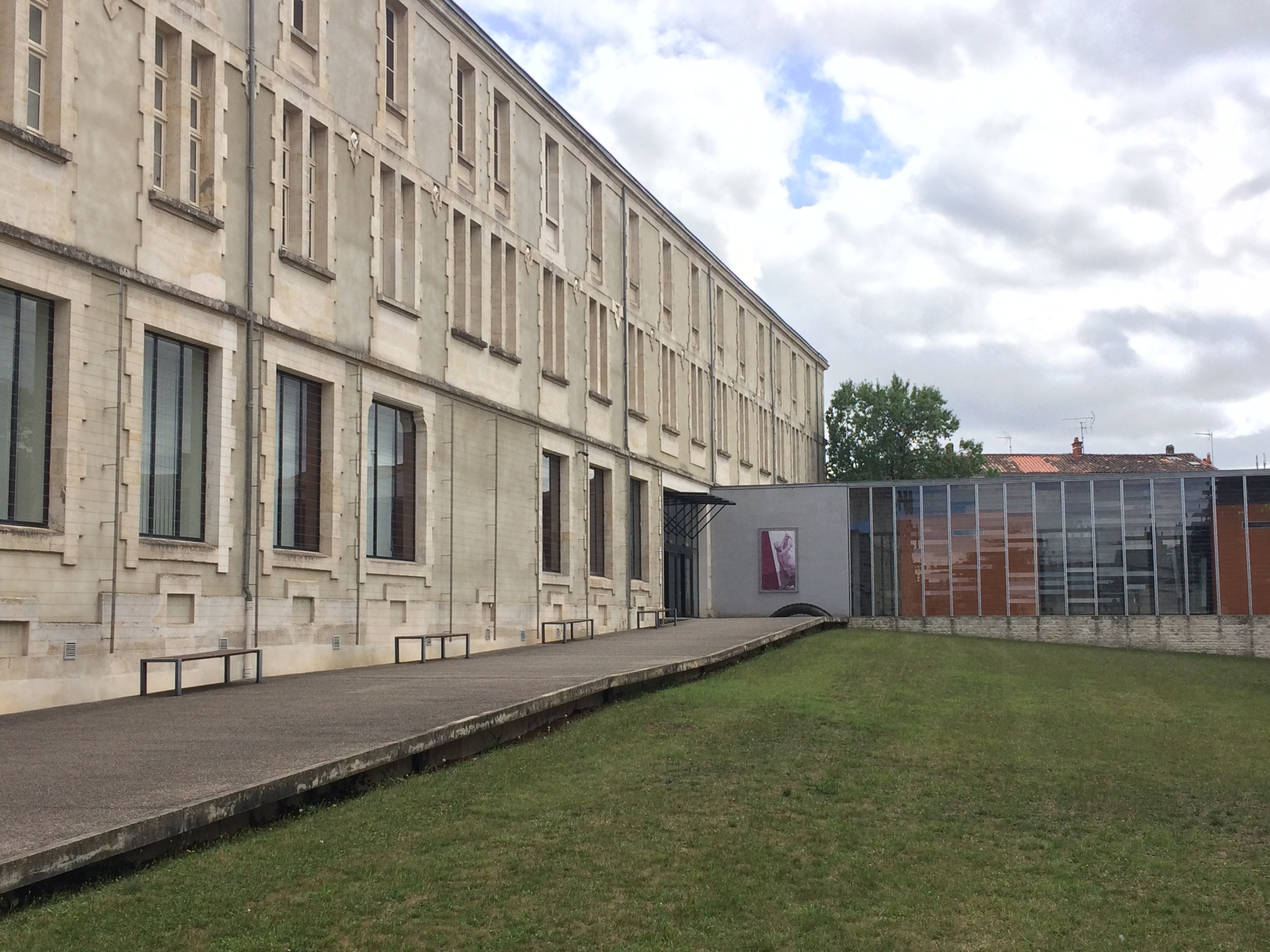
Entrée du musée Bernard-d'Agesci.
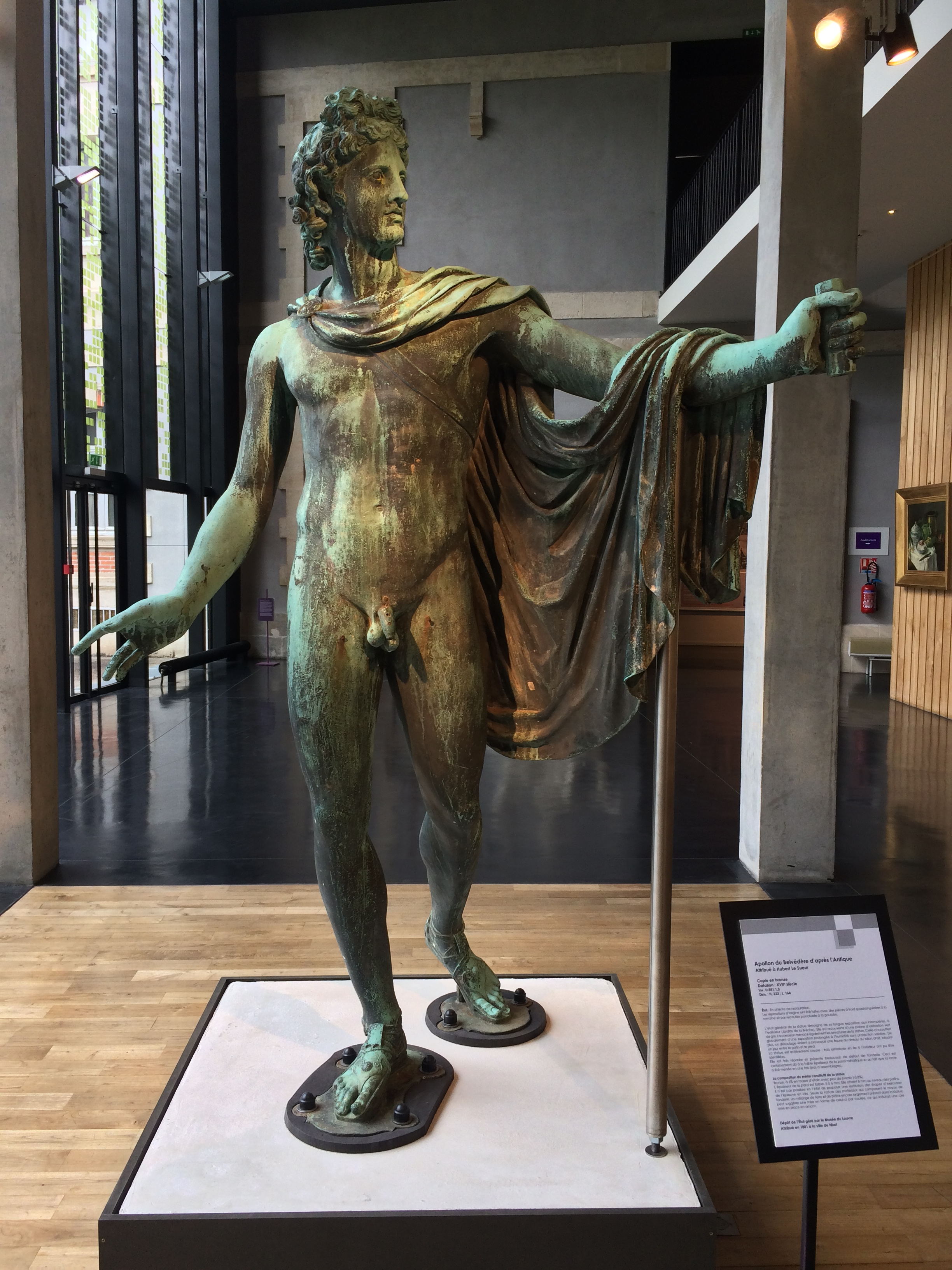
Attribué à Hubert Le Sueur, copie en bronze de l'Apollon du Belvédère.
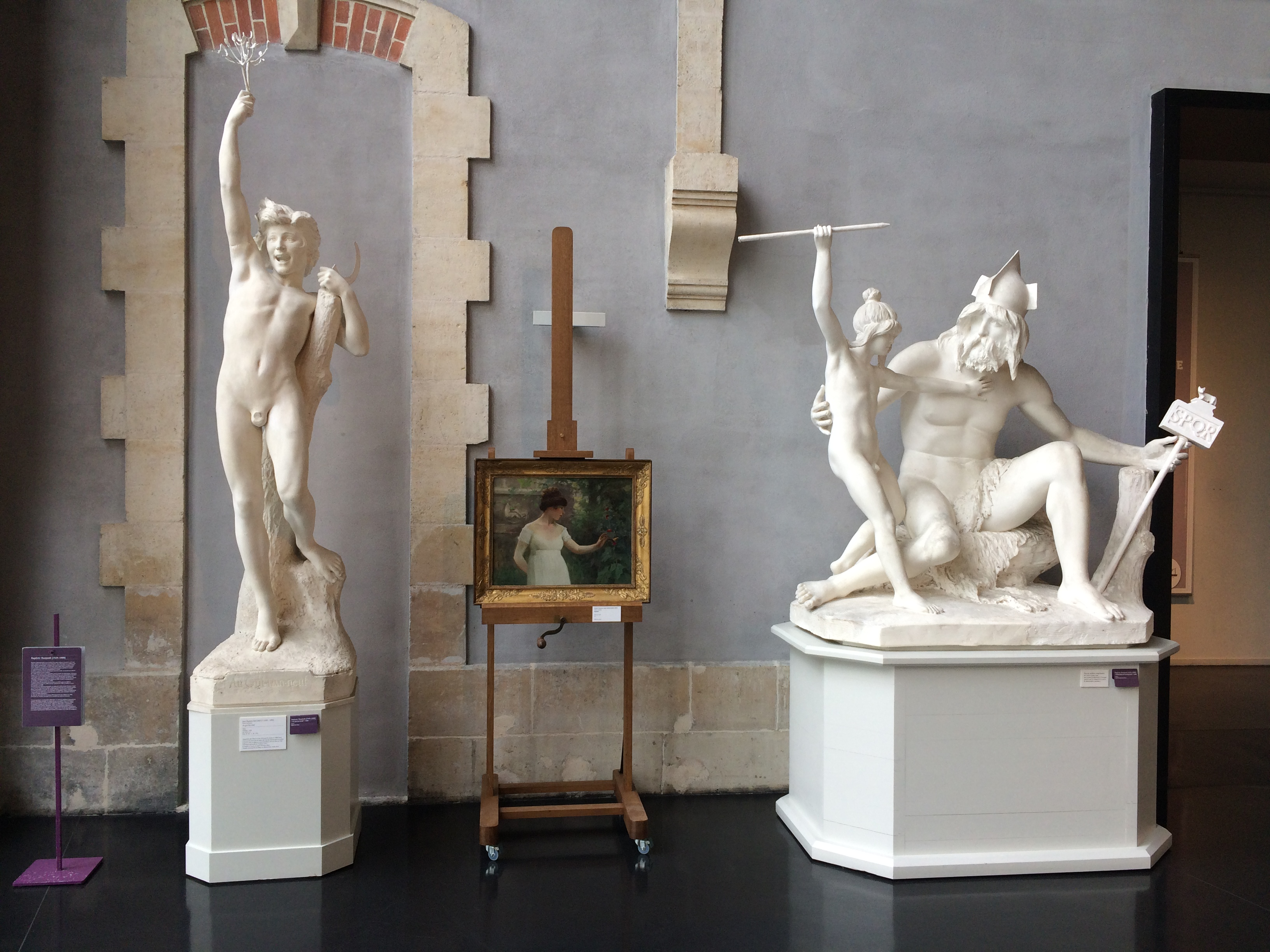
Jean-Baptiste Baujault, Au gui l'an neuf ! et L'Éducation de Vercingétorix, dans le hall.

### La section beaux-arts
C'est la section la plus importante du musée, s’étalant sur sept salles au premier étage, le grand escalier ainsi que tout le deuxième étage.
Les arts décoratifs du Moyen Âge et de la Renaissance ouvrent le parcours, avec des ivoires gothiques, émaux, terres cuites, de l'orfèvrerie ainsi qu'une collection d'art islamique.
Les boiseries historiées de la chapelle du château de La Mothe-Saint-Héray sont également présentées. Datant du début du XVIIe siècle, elles furent sauvées de la destruction et données au musée en 1842. Elles illustrent la Bible.
Une enfilade de cinq salles présente ensuite des peintures du XVIe au XVIIIe siècle, hollandaises, italiennes et françaises, avec des œuvres de Willem van Mieris, Domenico Fetti, Charles-Antoine Coypel, Alexis Grimou, Charles et Henri Beaubrun, Giacomo Francesco Cipper, Alexandre-François Desportes, Charles Parrocel, Charles de La Fosse (attribué), Jean-Marc Nattier, Louis-Michel Van Loo, des portraits de Françoise d'Aubigné par Henri Gascar et Pierre Mignard (attribué).
Bernard d'Agesci, qui donne son nom au musée, bénéficie d'une salle qui présente ainsi quelques-unes des œuvres de ce peintre et sculpteur néoclassique : des portraits, des scènes mythologiques et des bas-reliefs pour différents édifices publics de la ville.
Plusieurs espaces sont consacrés aux artistes locaux : les peintres Louis Georges Brillouin, Louis-Alphonse Combe-Velluet, Julien Thibaudeau et Jules Gabriel Hubert-Sauzeau, les sculpteurs Jean-Baptiste Baujault et Pierre-Marie Poisson.
Des salles thématiques consacrées à l'orfèvrerie des Deux-Sèvres, à la collection du musicien, luthier, compositeur et pédagogue Auguste Tolbecque (avec plusieurs violes de gambe) et à la faïencerie d'art de Parthenay (1882-1914, avec les créations de Jouneau, Amirault et Knoëpflin) scandent le parcours des peintures au second étage. Le plafond en faïence de Parthenay réalisé par Prosper Jouneau pour l'Exposition universelle de Paris de 1889 est une des pièces maîtresses du musée.
La peinture du XIXe siècle est représentée par Louis-Marie Baader, Félix-Hippolyte Lanoüe, le marquis d'Aubuisson, Pauline Goujon (portrait du préfet Dupin), Alexandre-Louis Leloir, Jean-Louis Petit ou encore Antoine Grivolas ainsi que Frank Myers Boggs, sans oublier l'autoportrait à la pipe de François Henri Alexandre Lafond

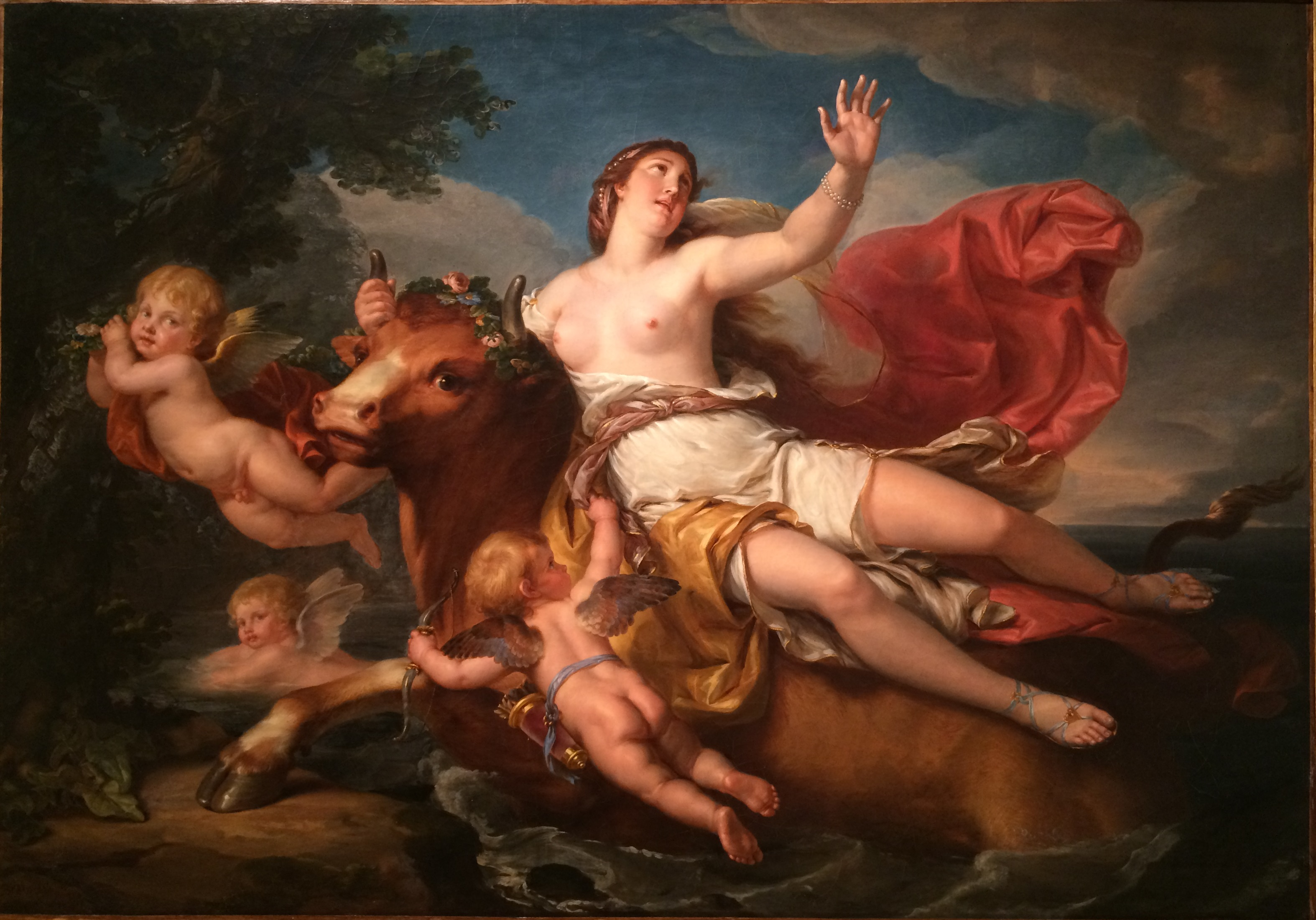
Bernard d'Agesci, L'Enlèvement d'Europe.
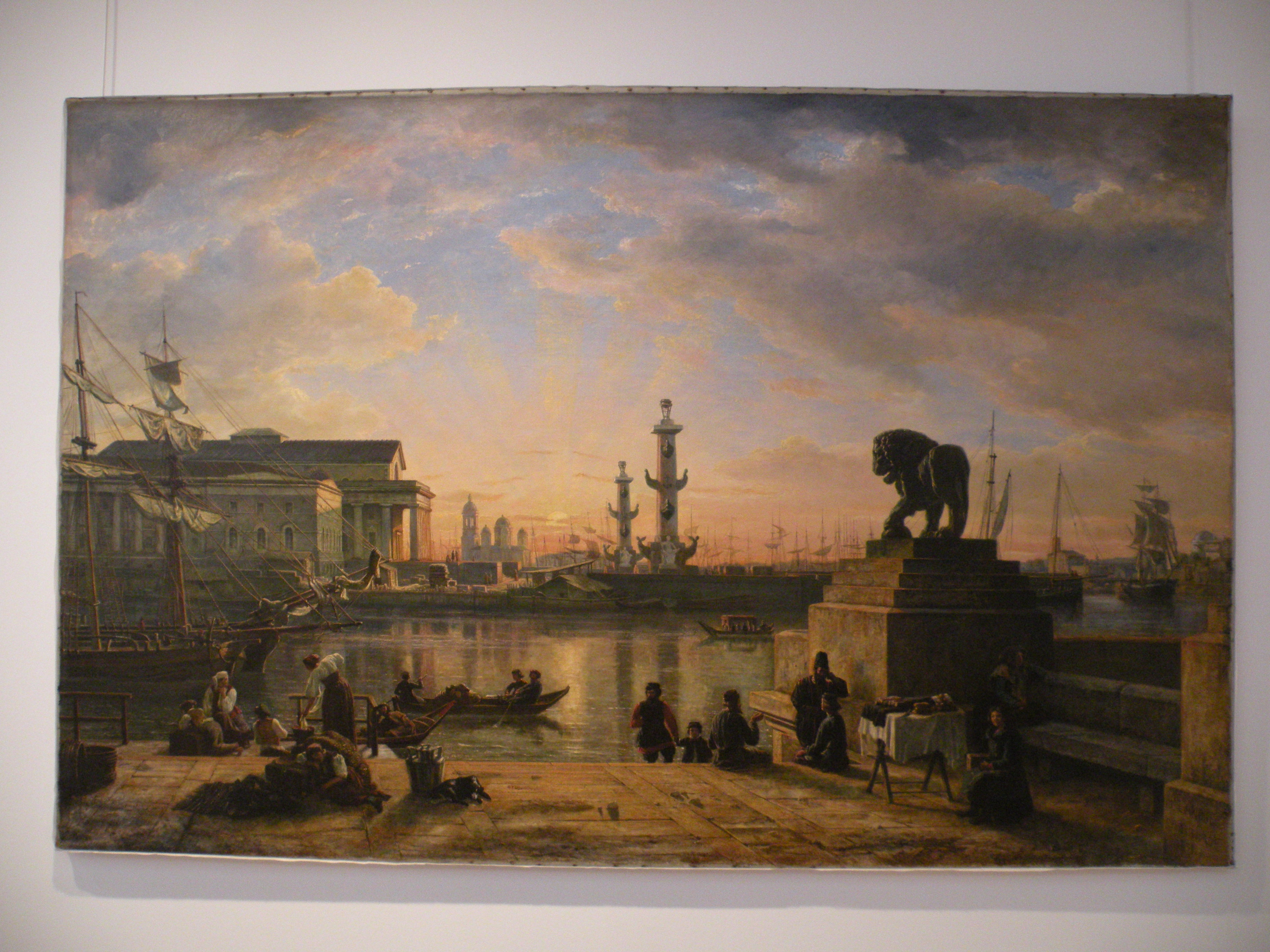
Félix-Hippolyte Lanoüe, Les bords de la Néva à Saint-Pétersbourg (1855).
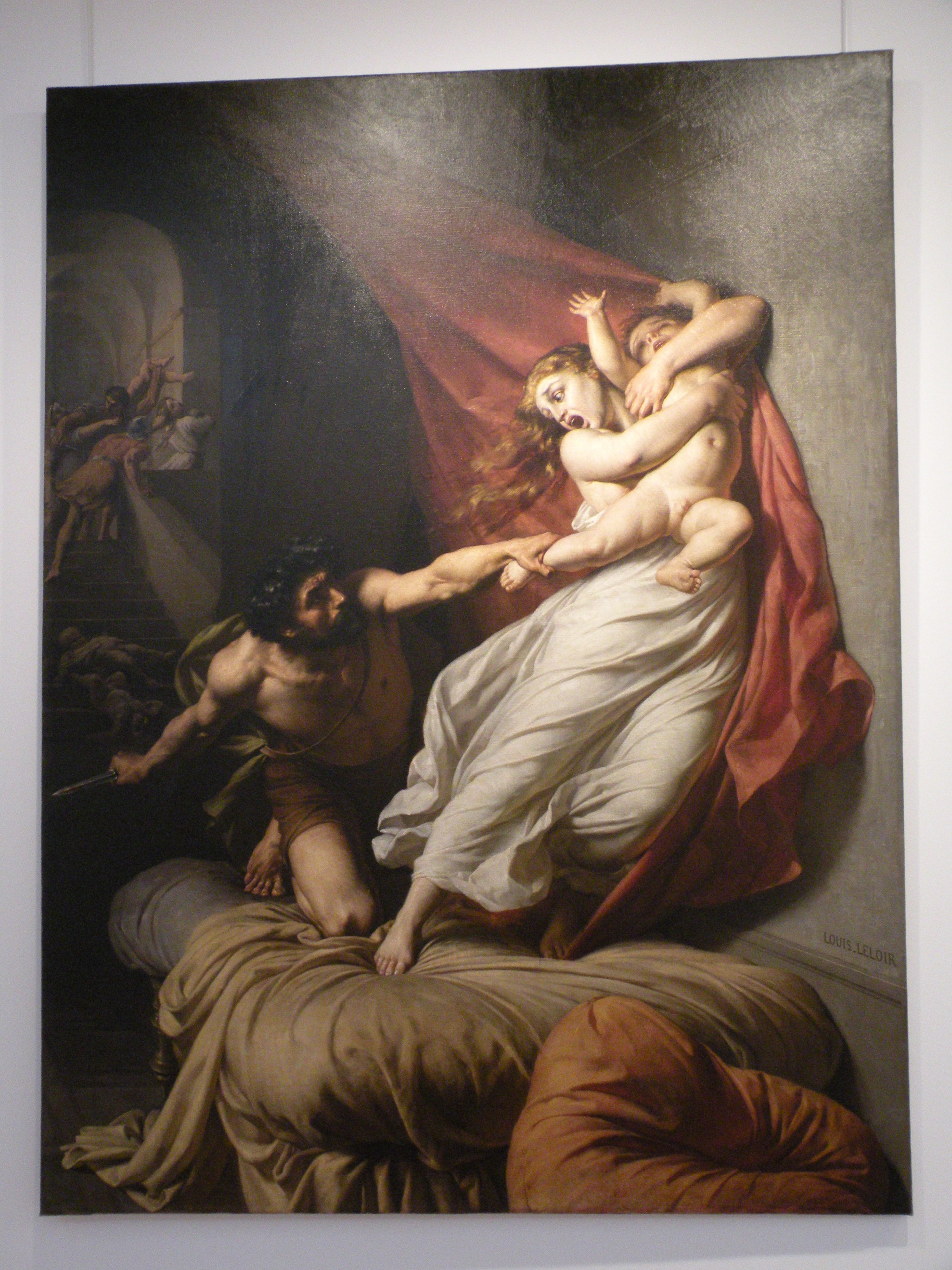
Alexandre-Louis Leloir, Le Massacre des Innocents (1863).
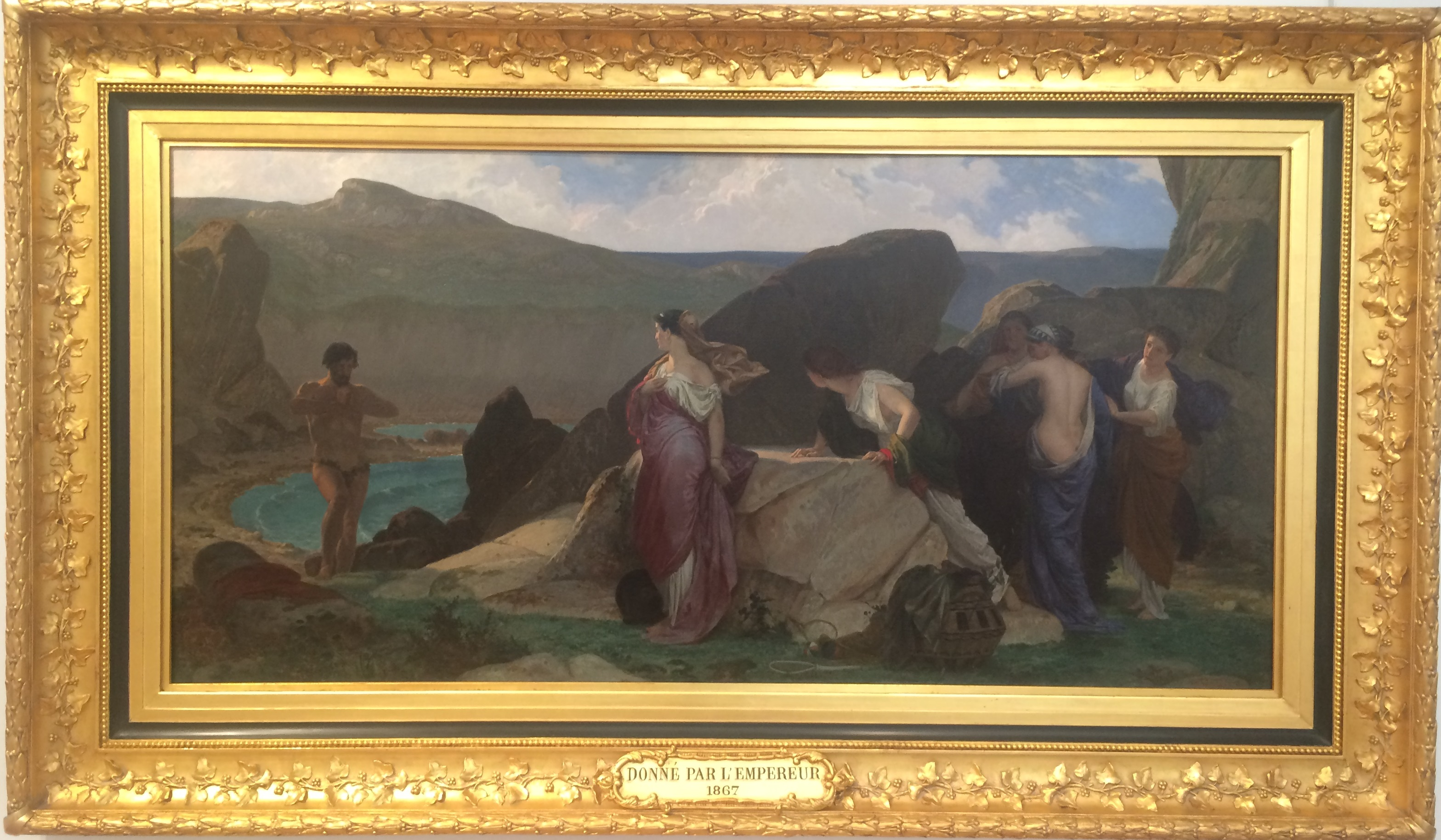
Louis-Marie Baader, Ulysse et Nausicaa (1867).

### La section d'histoire naturelle
Une installation contemporaine de Zette Cazalas évoque d'un cabinet de curiosité et présente des animaux naturalisés, des œufs d'autruche, des coraux et des coquillages.
Plusieurs espaces sont consacrés à la faune régionale, avec une collection d'oiseaux du littoral naturalisés (mouettes, goélands, albatros hurleurs, etc.) ainsi que des mammifères et les rapaces nocturnes.

Une salle de géologie régionale et une collection de squelettes ponctuent également le parcours.

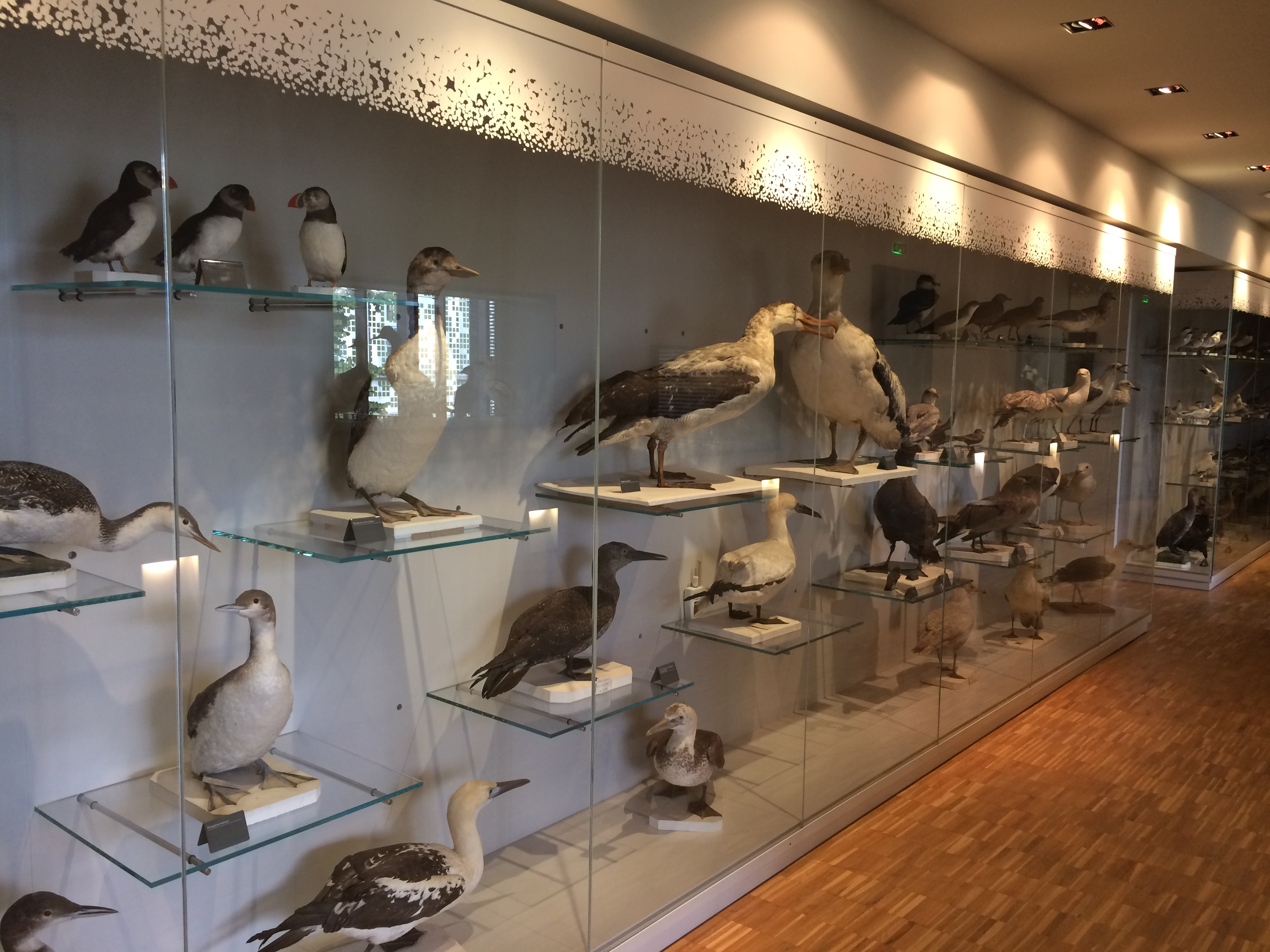
Vitrine des oiseaux du littoral.
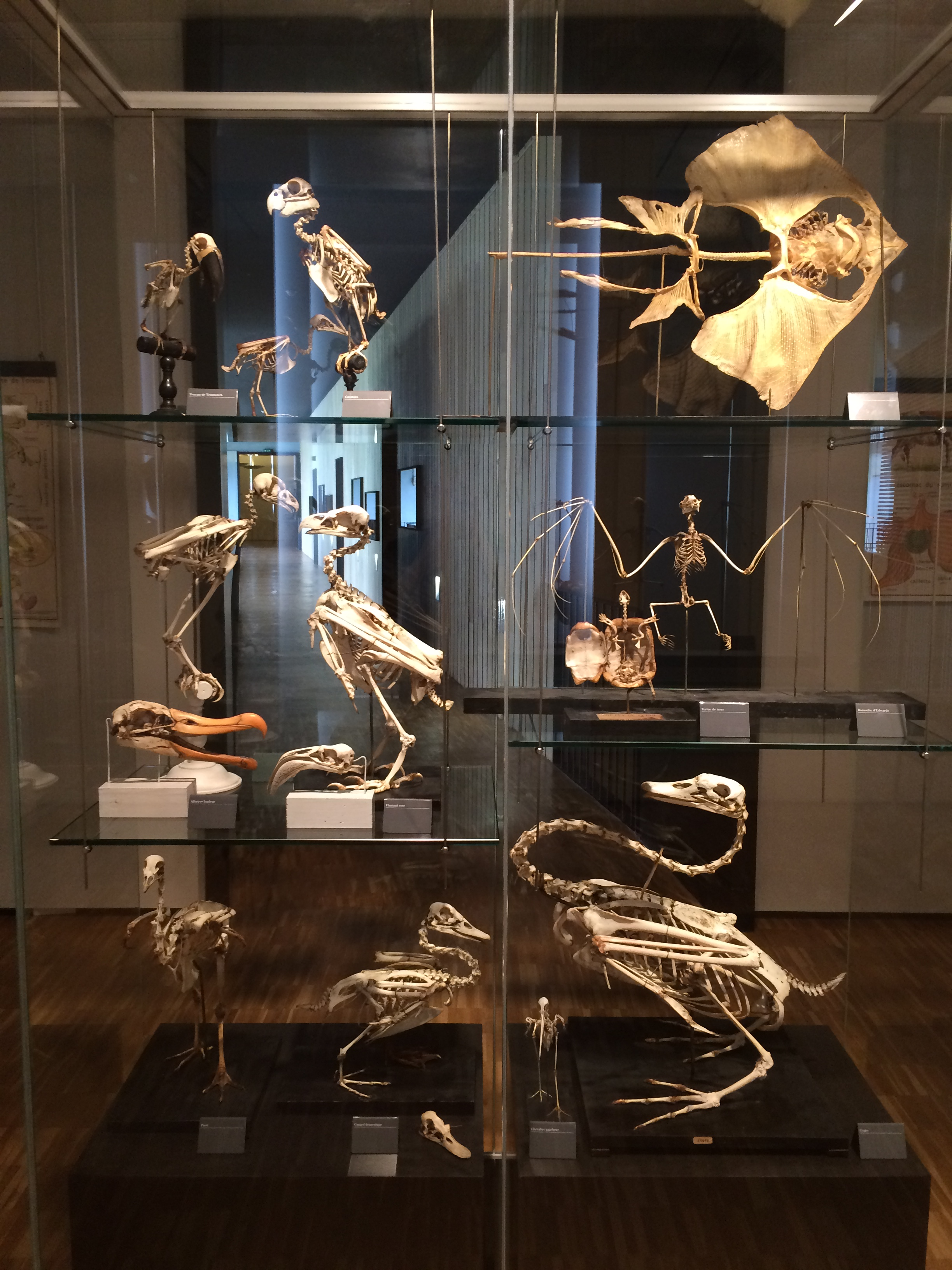
Vitrine de squelettes.
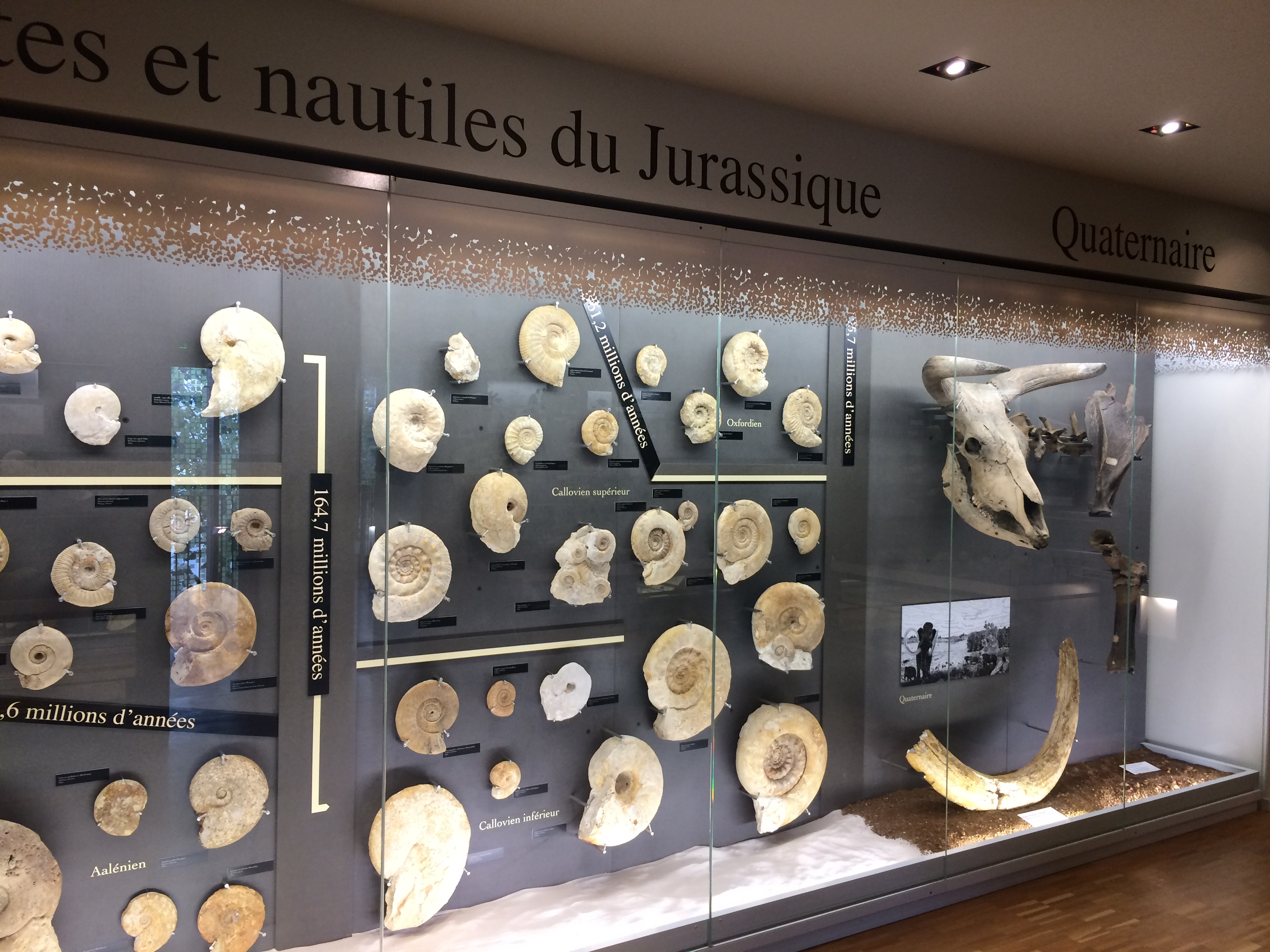
Vitrine de la géologie locale.
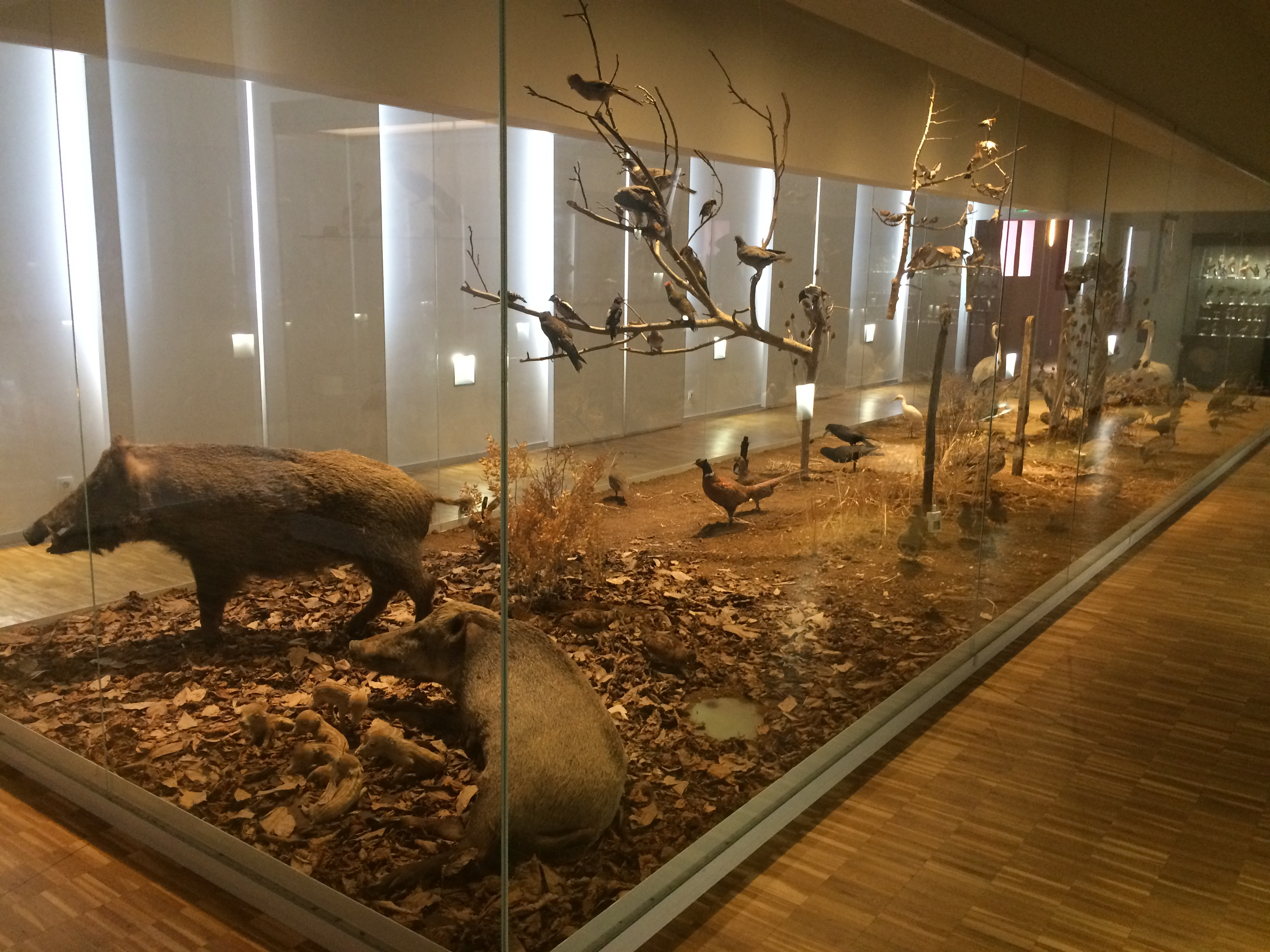
Vitrine avec scénographie de la faune régionale.

### La section du conservatoire de l'éducation
Le conservatoire de l'éducation illustre l'histoire de l'enseignement sous la Troisième République et occupe toute une aile du premier étage, soit six salles. Cette section présente :
- les sciences naturelles, l'histoire et la géographie (cartes, panneaux historiques, écorché en papier mâché…) ;
- la physique et la chimie avec de nombreux instruments scientifiques pédagogiques ;
- l'apprentissage des arts du dessin et la musique (moulages en plâtre, partitions, pratique du dessin…) ;
- la lecture et l'écriture (porte-plumes, encriers, buvards, méthodes d'apprentissage…) ;
- le mobilier scolaire (pupitres, tableaux, images et bons points, uniformes…).

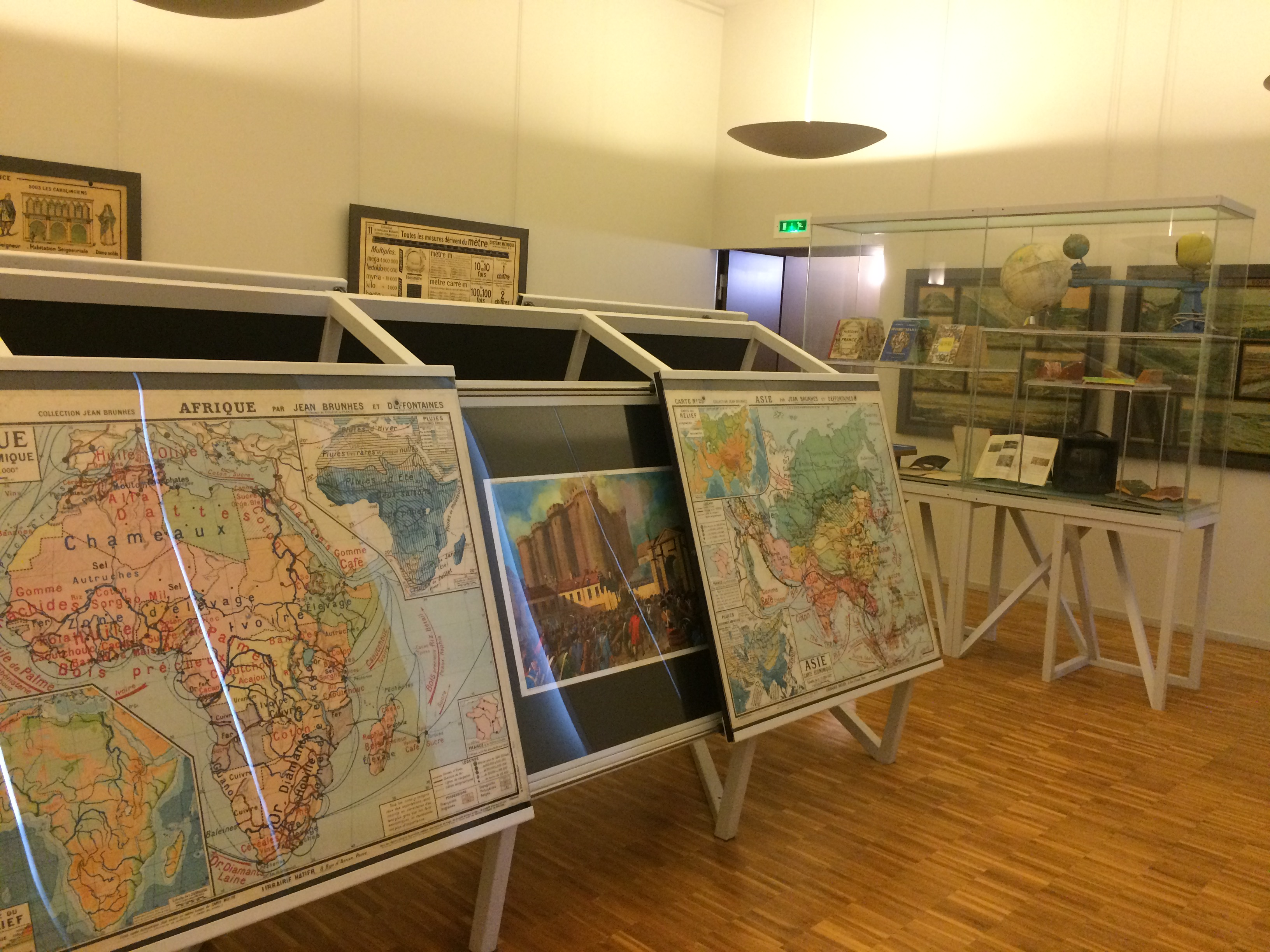
Salle des cartes d'histoire et de géographie.
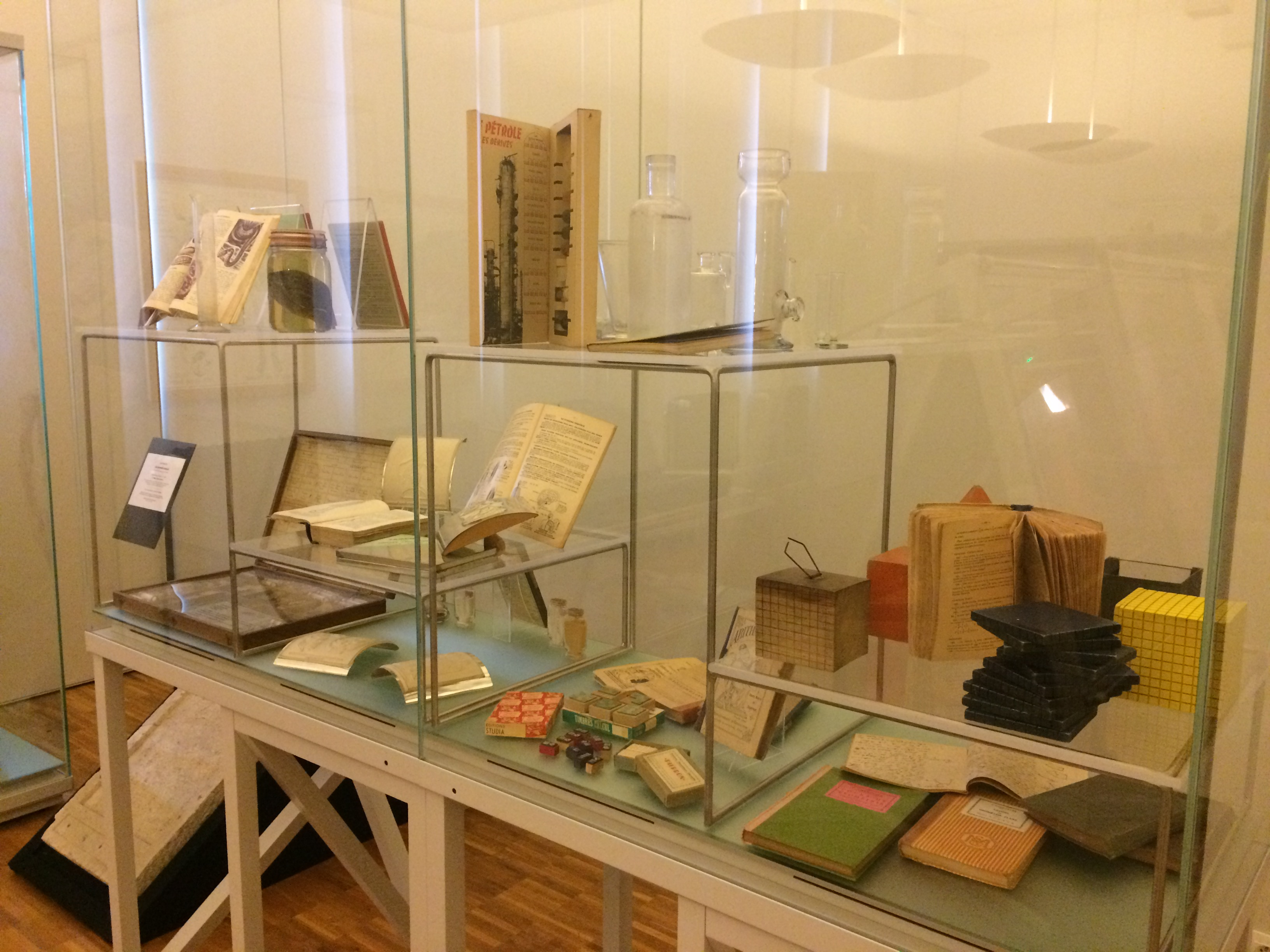
Vitrine exposant différents matériels pédagogiques.
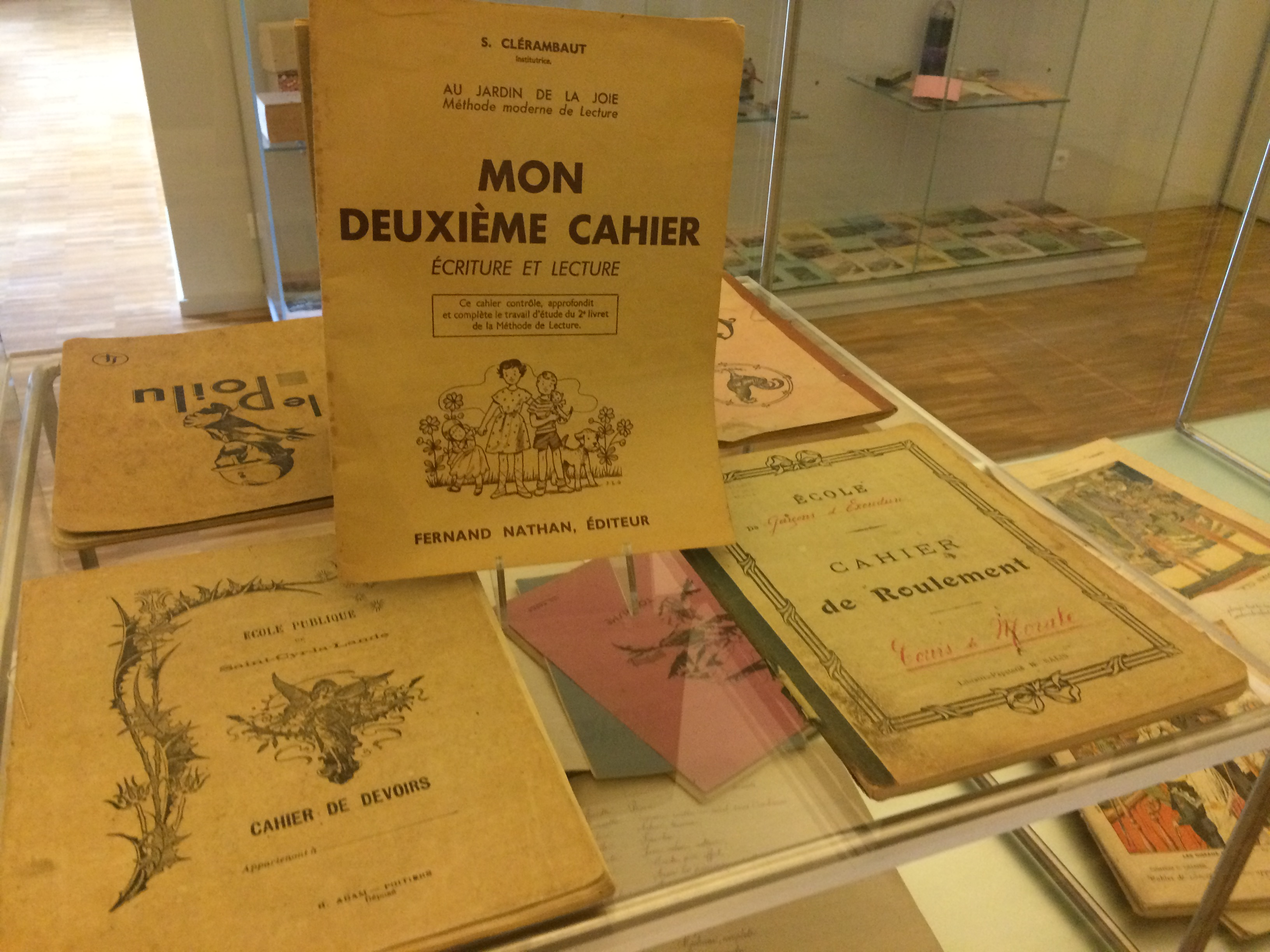
Cahiers d'apprentissage de l'écriture.
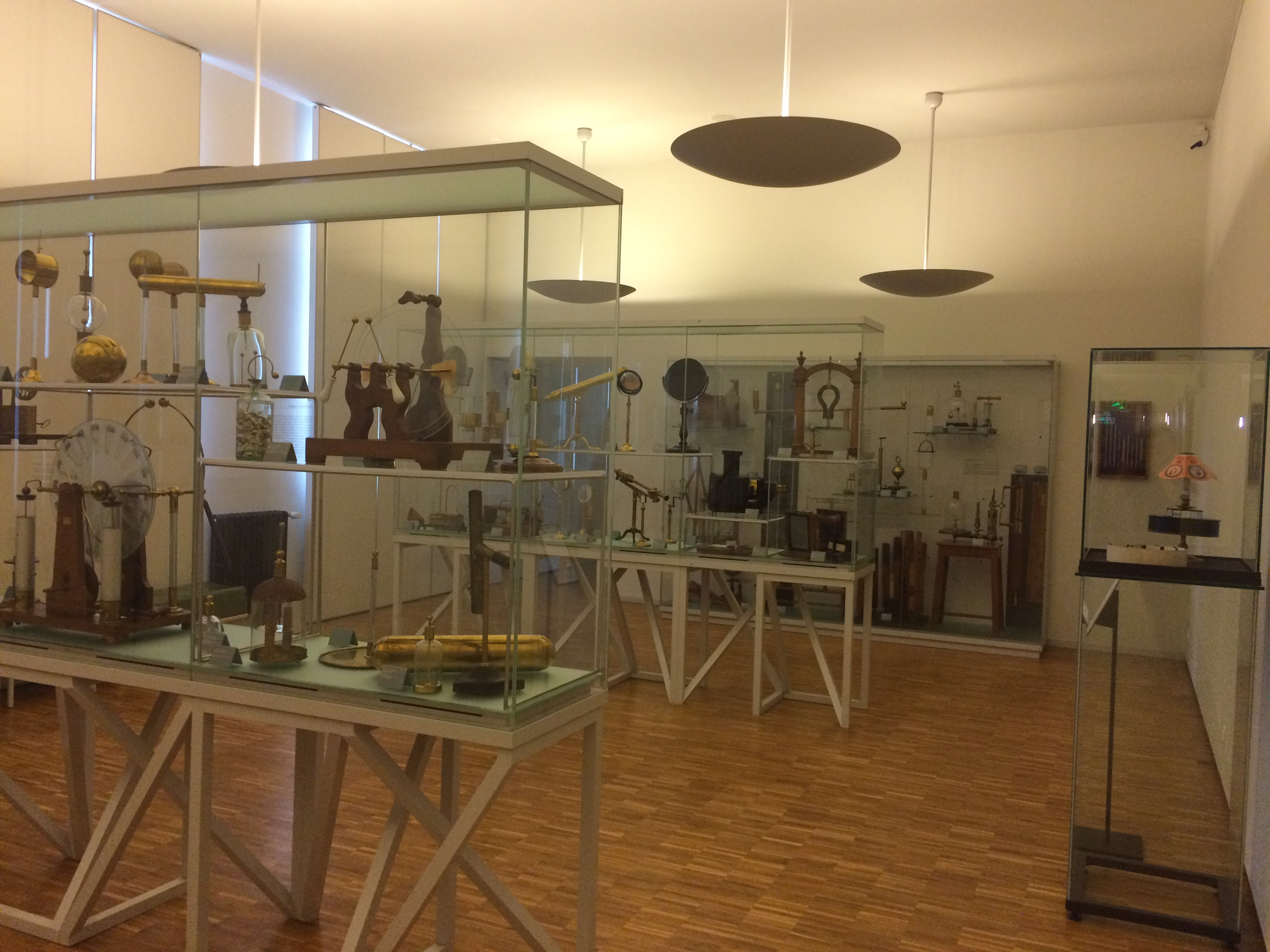
Salle des objets scientifiques de physique et chimie.

### Les œuvres MNR
Le sigle MNR (Musées nationaux récupération) renvoie au catalogue général des œuvres d'art spoliées par les nazis durant la Seconde Guerre mondiale mais qui n'ont pu être restituées à leurs propriétaires d'origine à la fin de la guerre. Ces œuvres, environ 2000, sont confiées à la garde des musées nationaux, actuelle Direction générale des patrimoines, pour leur présentation au public et la diffusion d'information les concernant. Elles attendent toujours de retrouver leurs légitimes propriétaires ou leurs ayants-droit.
Le musée Bernard-d'Agesci en conserve provisoirement sept :
- deux bassins islamiques du XIVe ou XVe siècle[3],[4] ;
- de Jean-Baptiste Huet, La Ferme ou Scène champêtre, huile sur toile[5] ;
- de Frans van Mieris, Vendeur d'oignons[6] et Vendeur de légumes, huiles sur toile[7] anciennement attribués à Miereveld ;
- de Jean-Marc Nattier, Madame Adélaïde en Diane, huile sur toile[8] ;
- de l'École française du XVIIIe siècle, Portrait d'homme dans le genre de Jean-Baptiste Perronneau, huile sur toile[9].

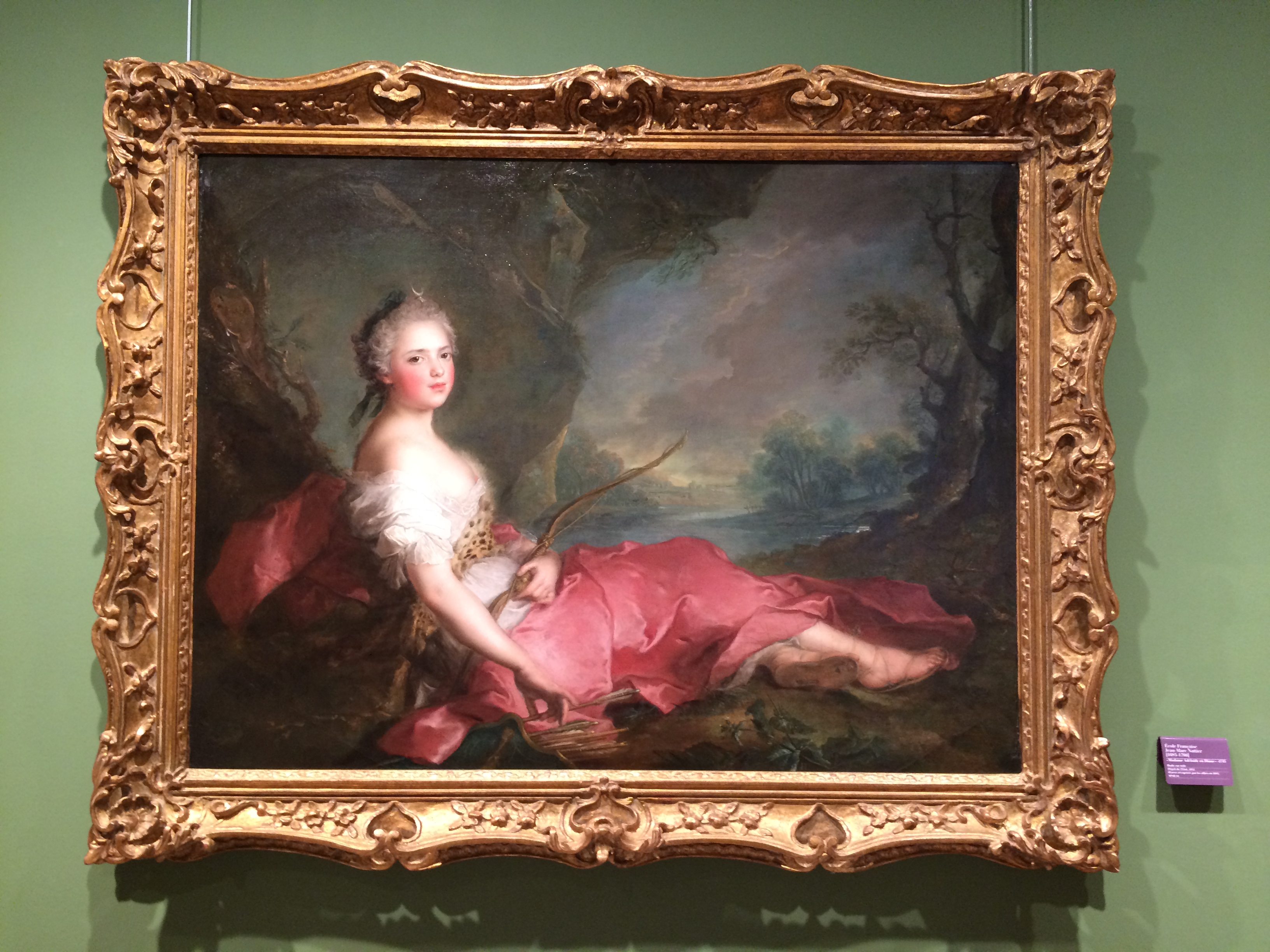
Jean-Marc Nattier, Madame Adélaïde en Diane.
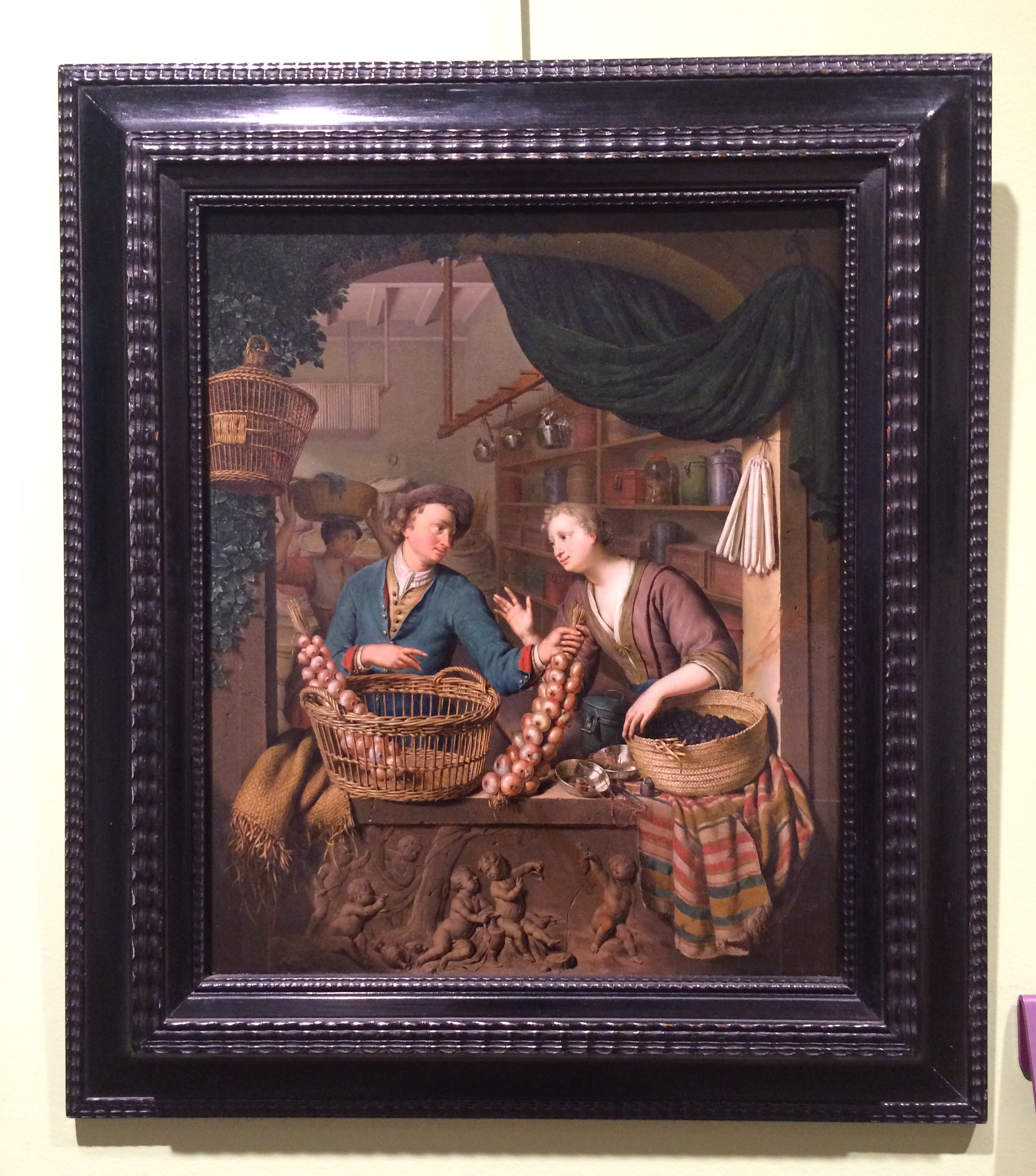
Frans van Mieris l'Ancien, Vendeur d'oignons.
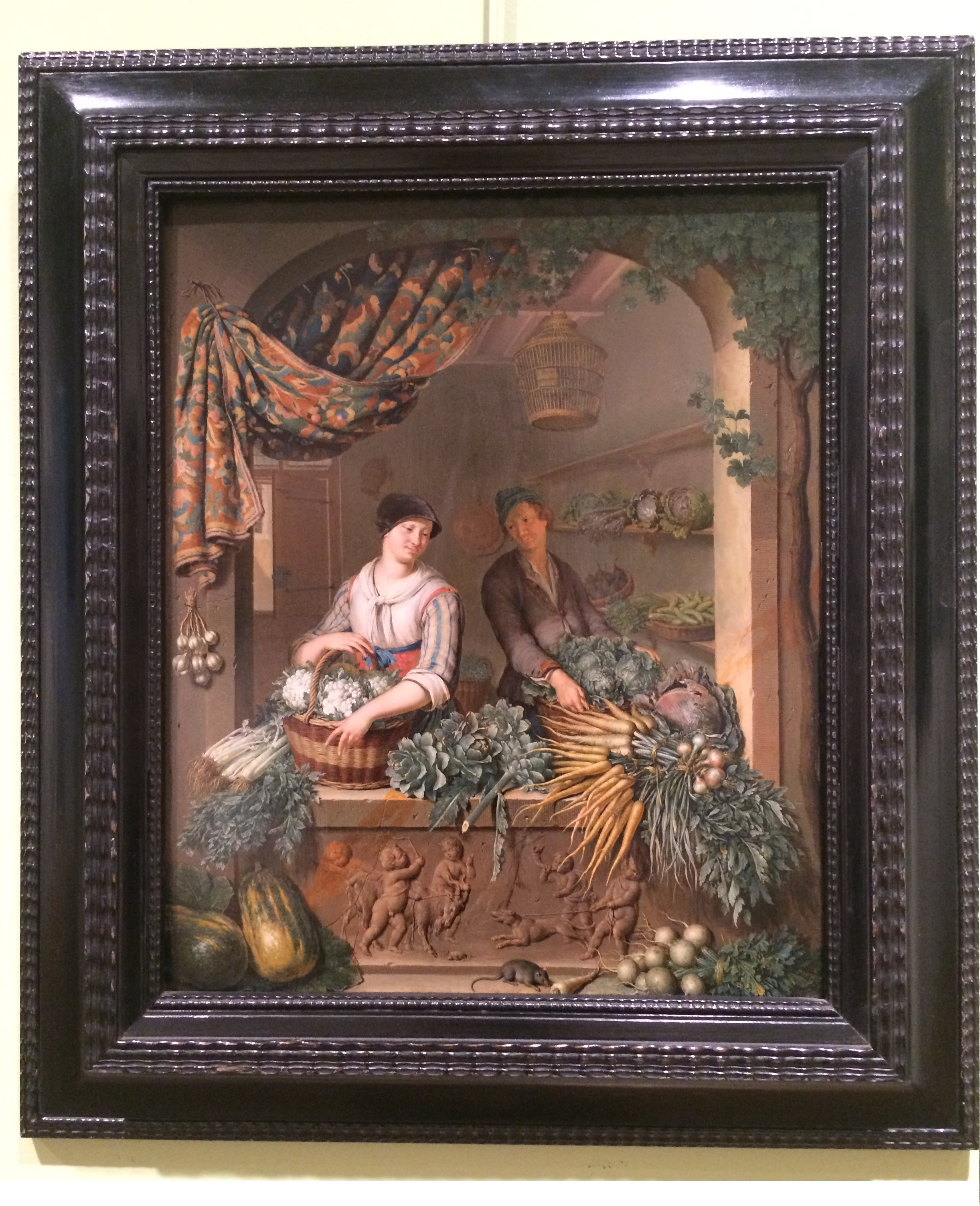
Frans van Mieris l'Ancien, Vendeur de légumes.

### Objets d’art - Art civil et religieux
- Collection d’art islamique qui va du XIIIe au XIXe siècle.

Collection d’art islamique qui va du.
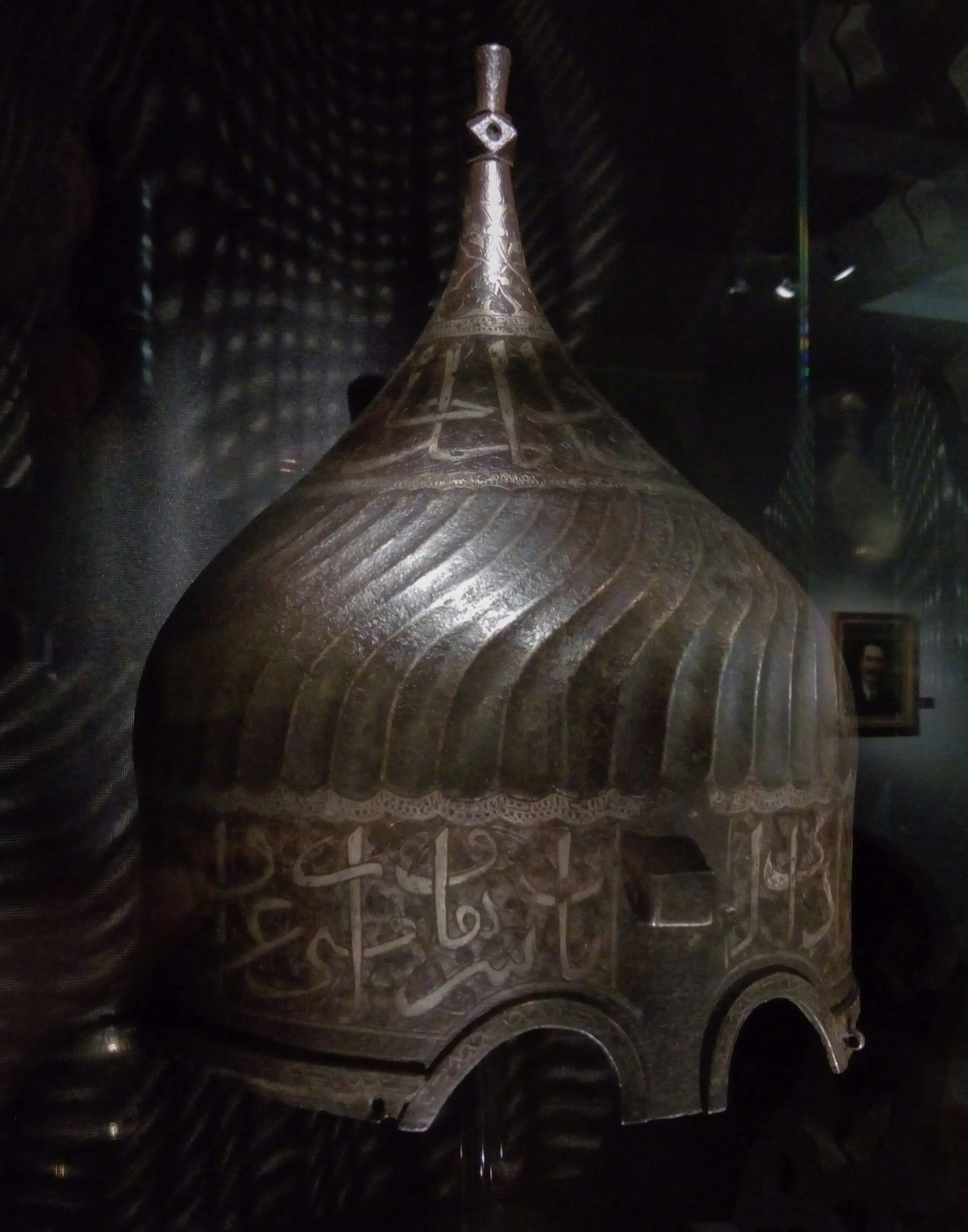
Turquie ou Iran, 15e-16e siècle. Casque turban (en). Alliage ferreux incrusté d'argent
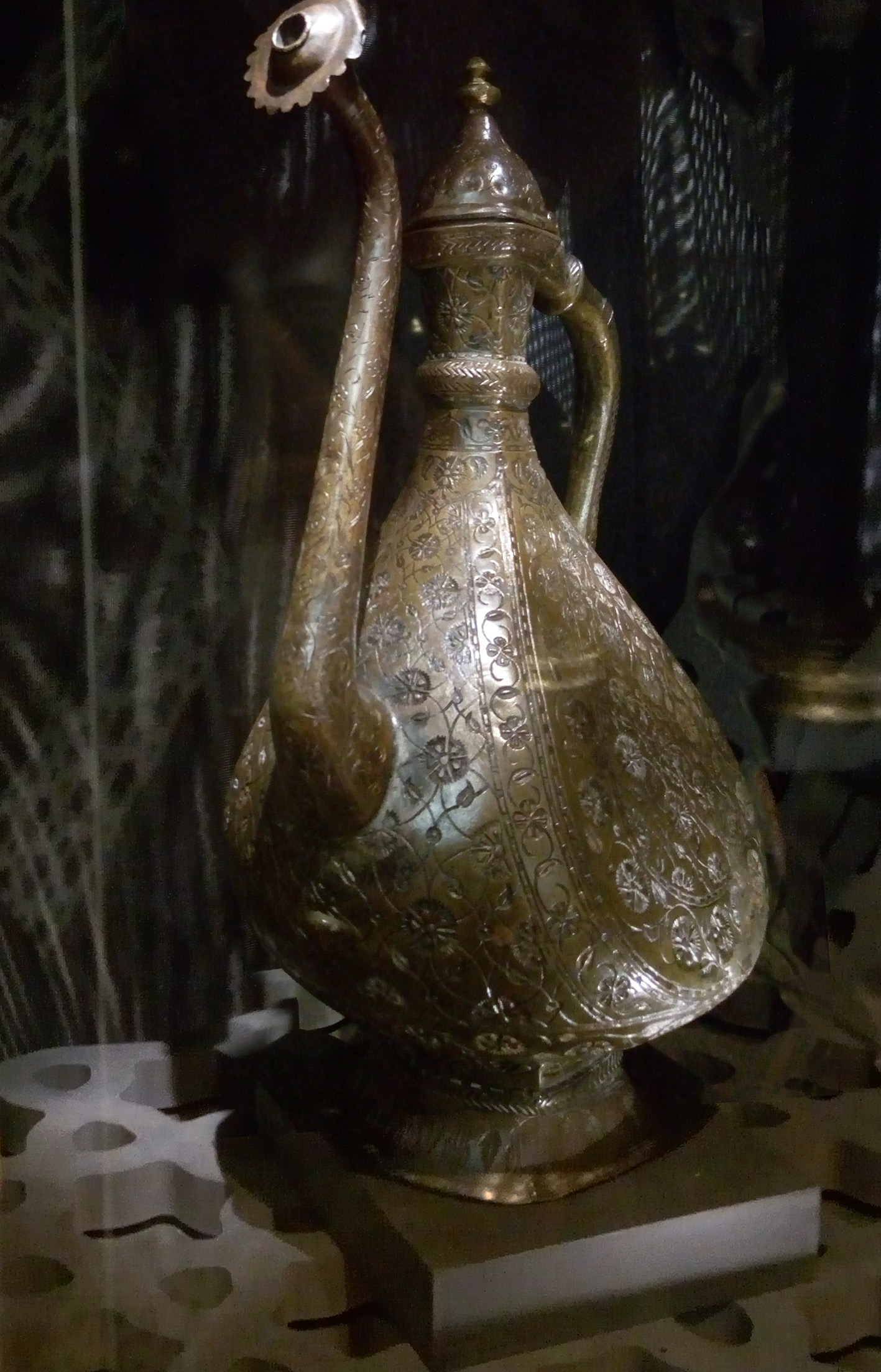
Inde, 17e siècle. Aiguière. Alliage cuivreux à décor incrusté, à l'origine.
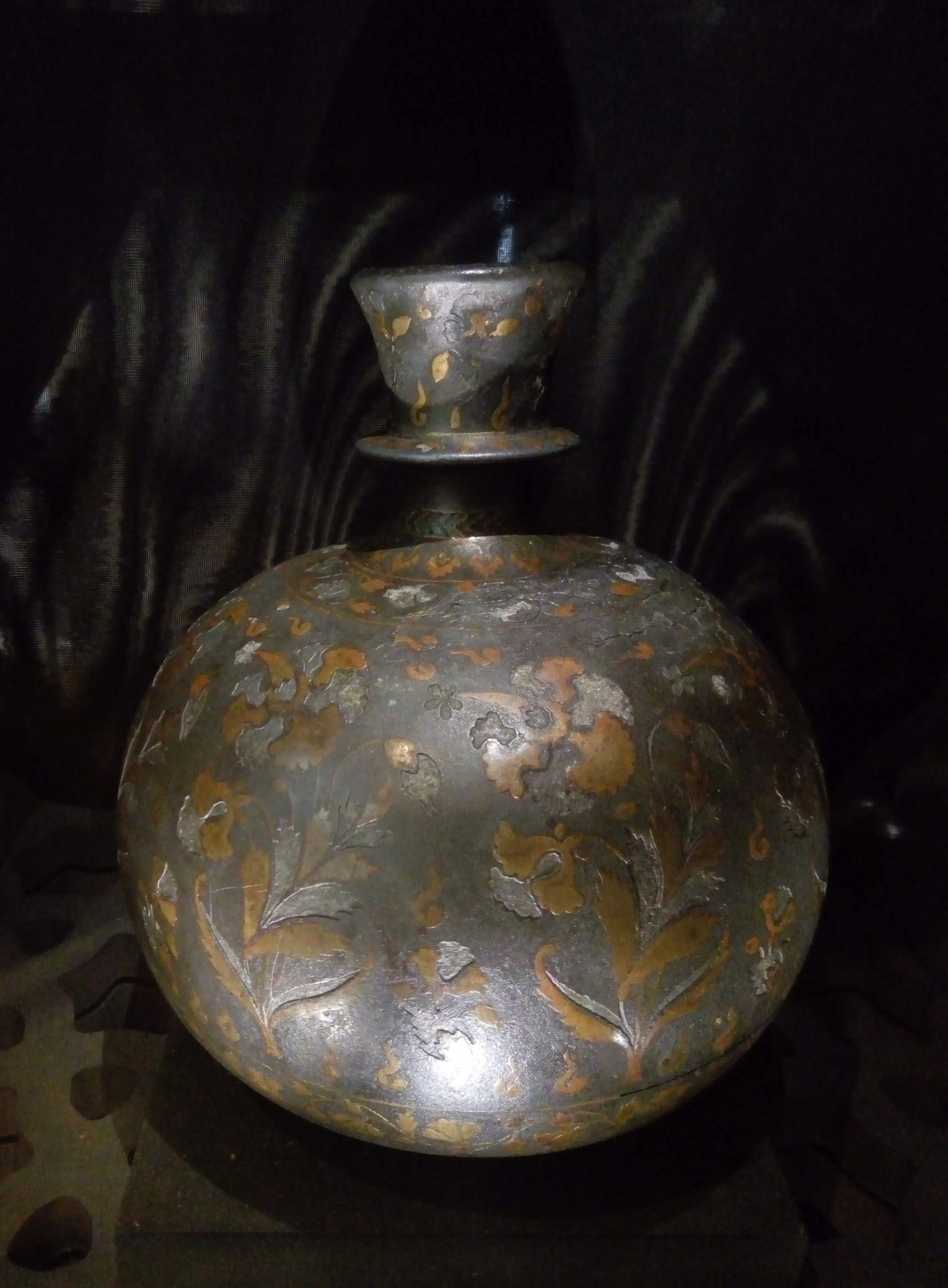
Inde, Deccan, Bîdâr ? 17e ou début 18e siècle. Base de huqqa ou narguileh. Bidri incrusté d'argent et de laiton.
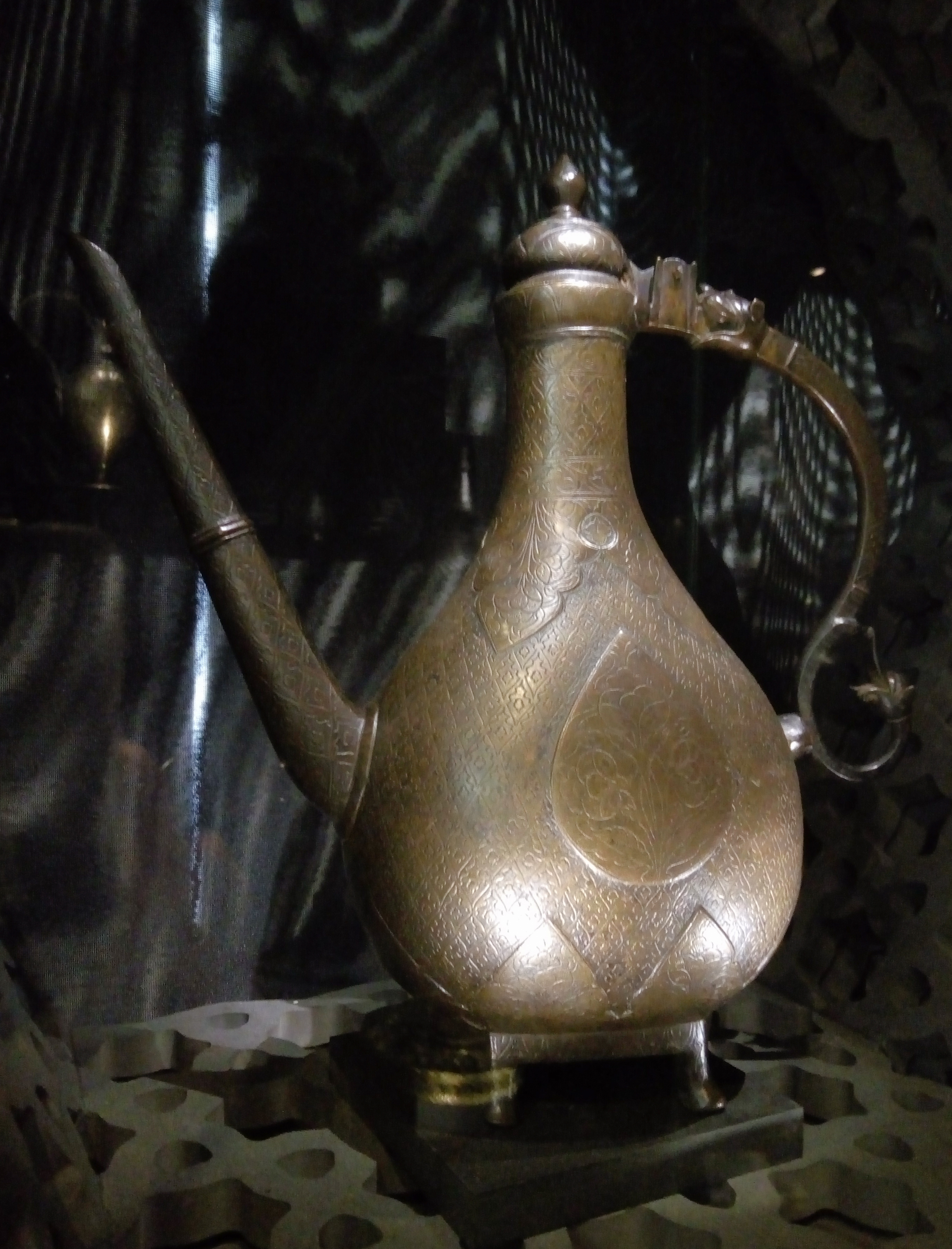
Inde du Nord. 18e siècle. Aiguière piriforme. Alliage cuivreux à décor ciselé.
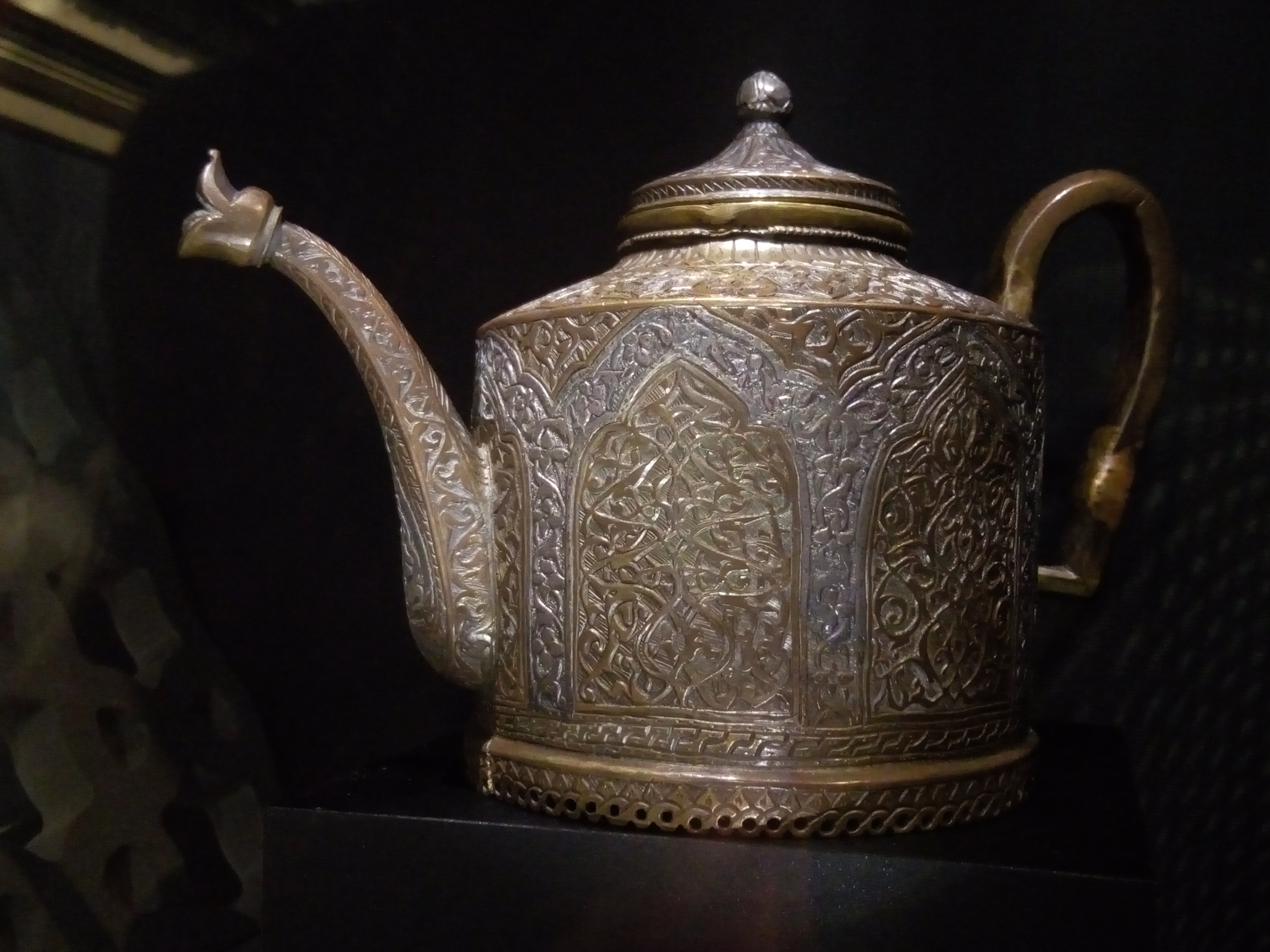
Asie centrale. Théière, 19e siècle. Alliage cuivreux, ciselé et argenté.
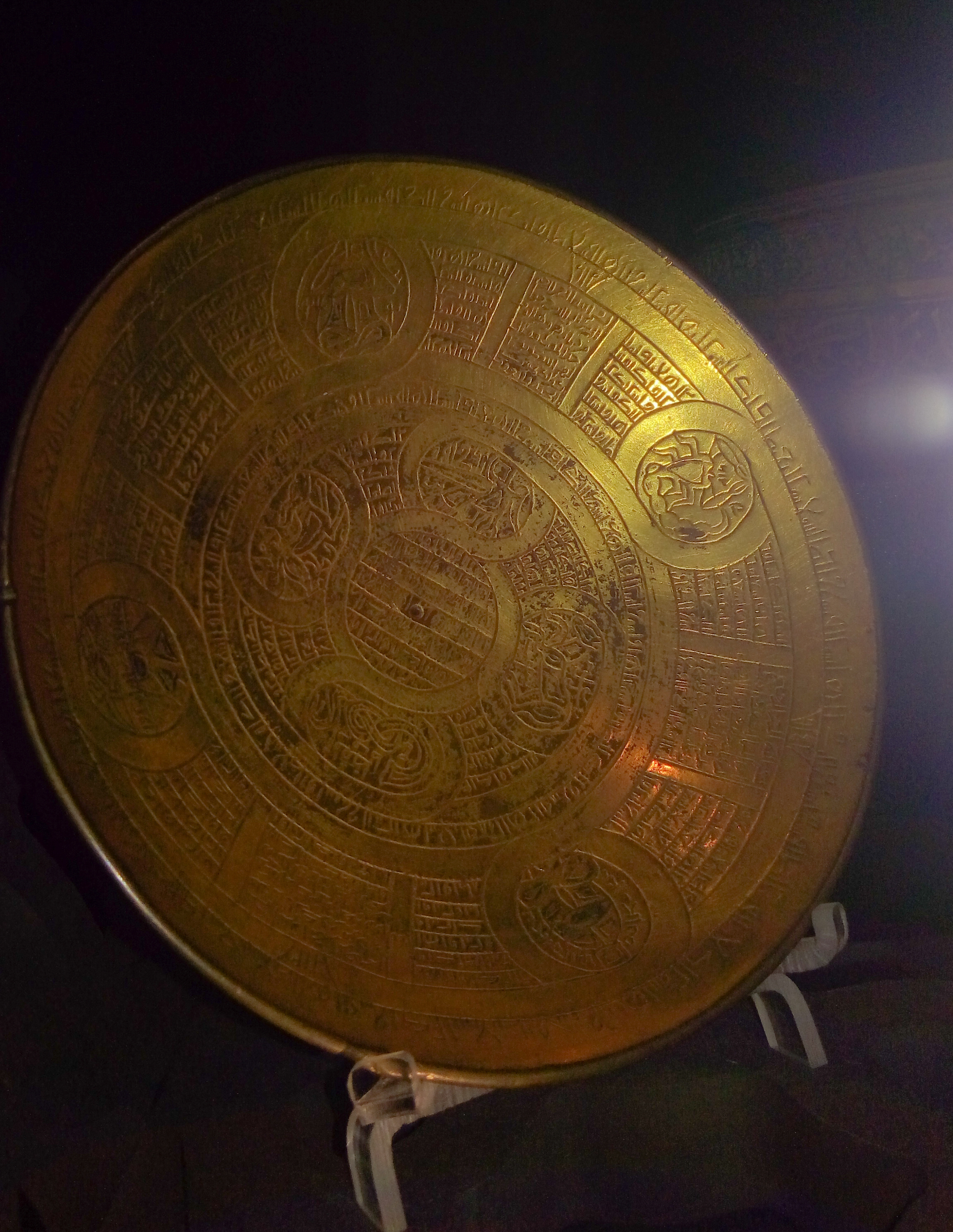
Coupe magico-thérapeutique. Alliage cuivreux, gravé et doré. Art islamique

## Services
La grande aile est du rez-de-chaussée, modulable, permet la tenue d'expositions temporaires, sur des figures locales ou l'histoire de la ville.
Le musée dispose également d'une boutique, d'une salle de conférences et de concerts de cent places, d'un service pédagogique, d'une bibliothèque spécialisée ainsi que d'un atelier de restauration de peintures traitant les collections publiques de l'Ouest de la France.